# Ifonche y Benítez
Ifonche y Benítez es una entidad de población del municipio de Adeje, en el sur de la isla de Tenerife —Canarias, España—.

## Toponimia
Ifonche es un término de procedencia guanche que significa según algunos autores 'mohín, mueca que se hace arrugando la nariz'. Benítez, por su parte, hace alusión a una finca ubicada en la zona.

## Características
Está situado a unos 28 kilómetros de la capital municipal, a una altitud media de 876 m s. n. m. Se trata de una localidad formada por una extensa área rural y natural, con viviendas dispersas.
Toda la superficie de la localidad se halla protegida bajo los espacios de la Reserva natural especial del Barranco del Infierno, del Paisaje protegido de Ifonche y del Parque natural de la Corona Forestal.
En su paisaje destacan las elevaciones montañosas conocidas como roques del Conde y de Imoque, que forman parte del antiguo macizo de Adeje.

## Demografía
| Año        | 2000 | 2001 | 2002 | 2003 | 2004 | 2005 | 2006 | 2007 | 2008 | 2009 | 2010 | 2011 | 2012 | 2013 | 2014 |
| ---------- | ---- | ---- | ---- | ---- | ---- | ---- | ---- | ---- | ---- | ---- | ---- | ---- | ---- | ---- | ---- |
| Habitantes | 29   | 35   | 35   | 36   | 36   | 34   | 34   | 32   | 31   | 33   | 33   | 33   | 32   | 33   | 32   |

## Patrimonio

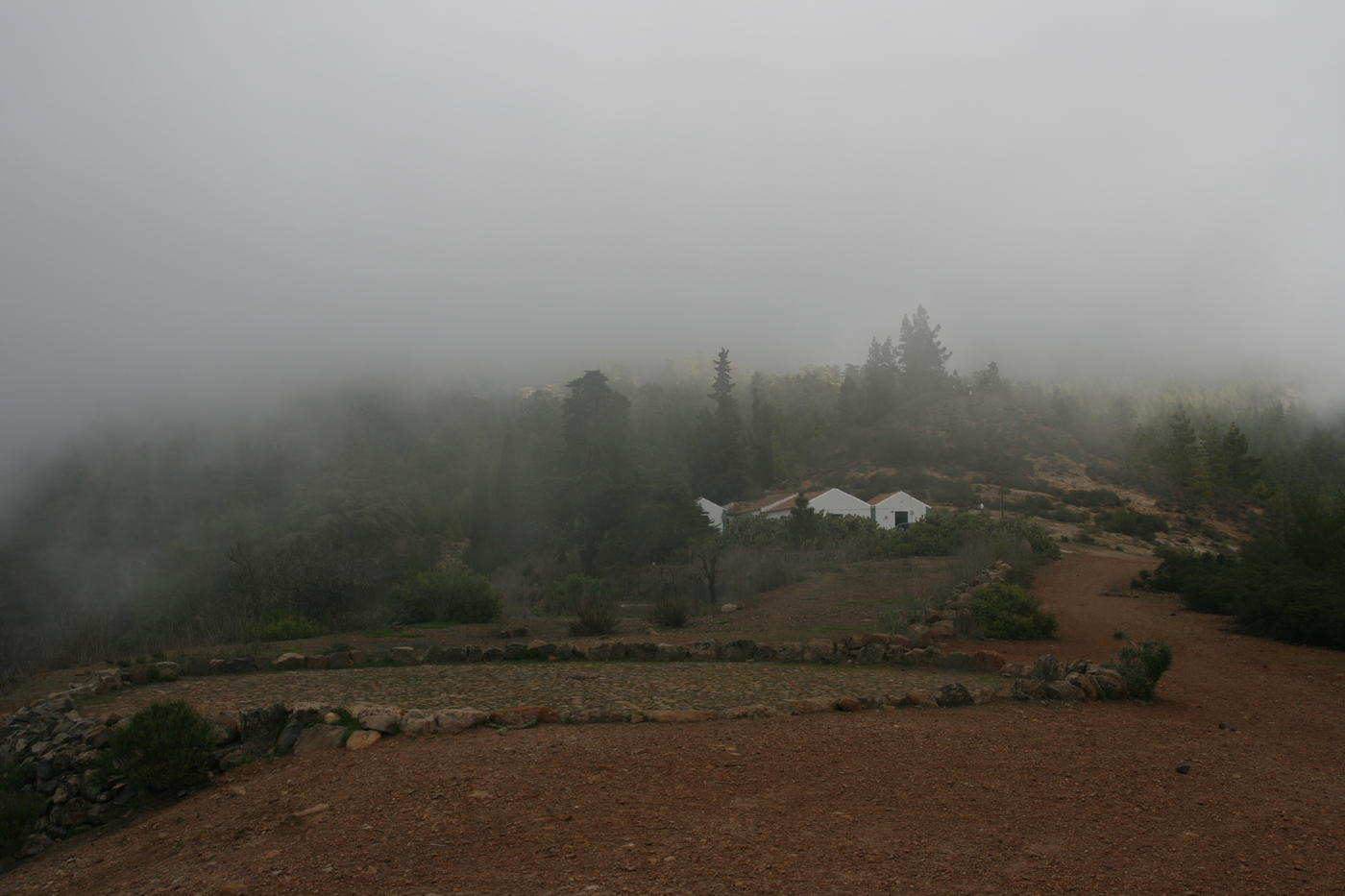
Casa Benítez y su era.

La localidad cuenta yacimientos arqueológicos de la cultura guanche, declarados Bien de Interés Cultural bajo la categoría de Zona Arqueológica del Roque del Conde. Estos están representados por panales de grabados rupestres, conjuntos de cazoletas y canalillos, así como por elementos etnográficos.

## Comunicaciones
Se accede a la localidad por la carretera TF-567 de La Escalona a Ifonche.